# Zblovice

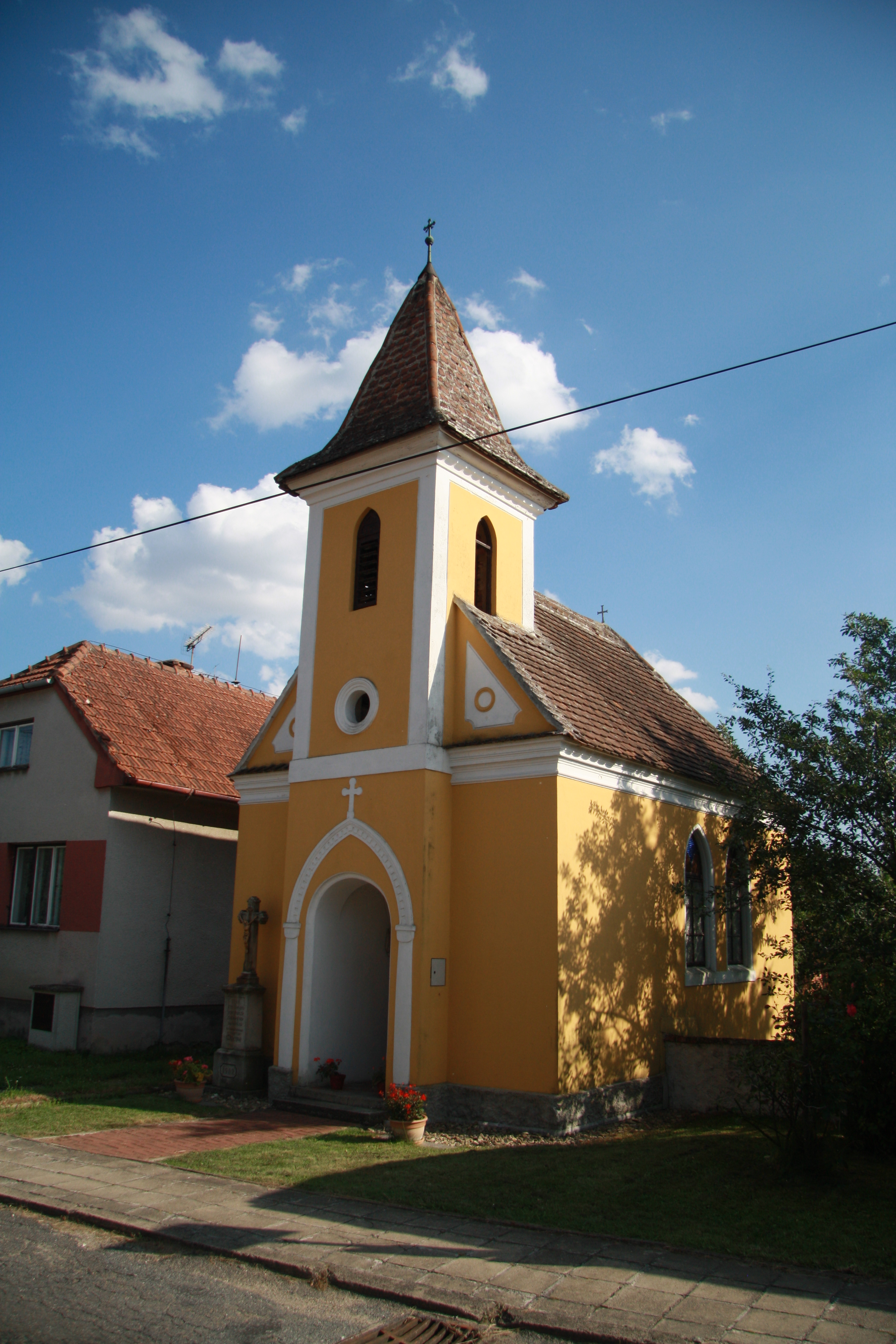
Kapelle Maria Rosenkranz

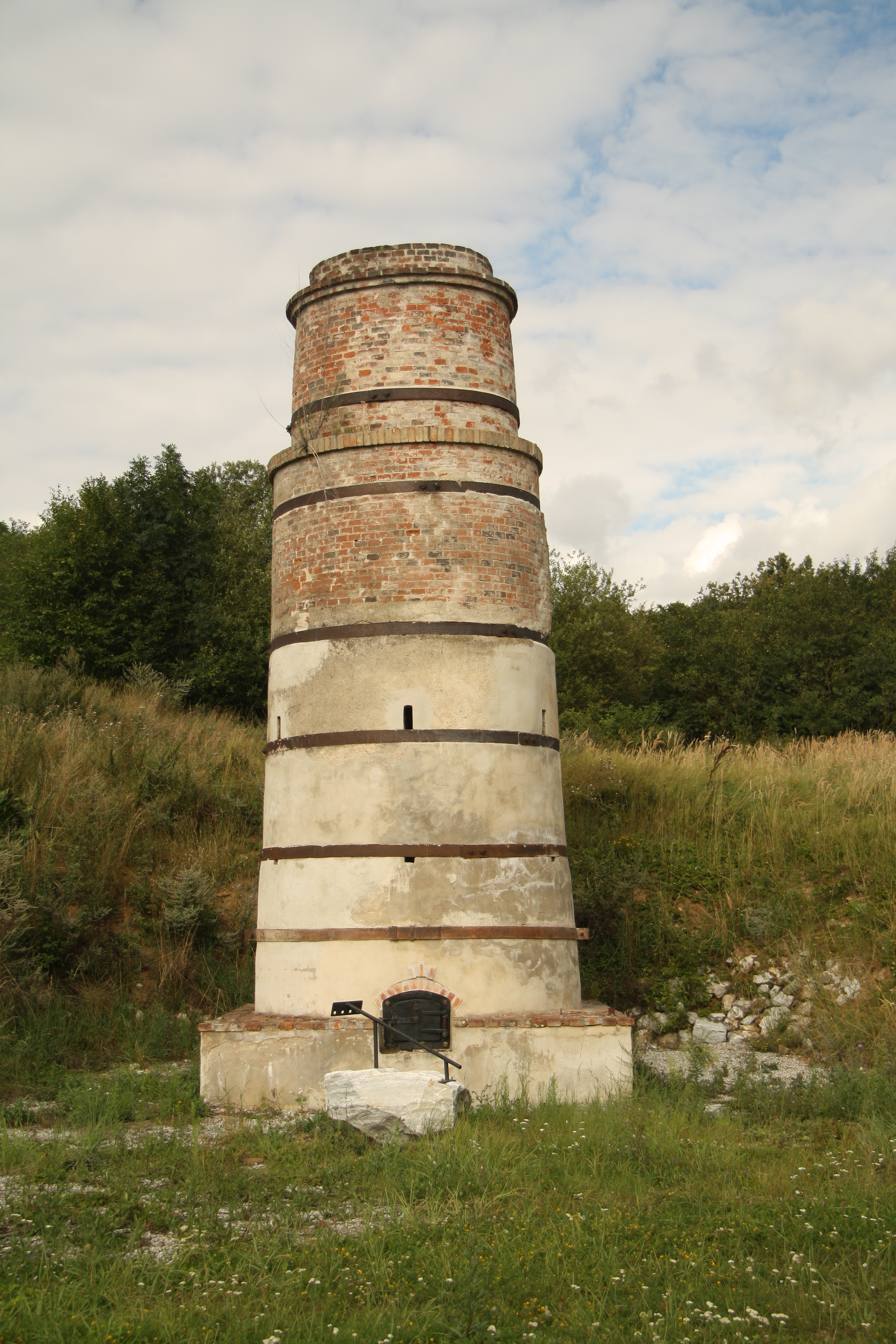
Kalkofen "Babylón"

Zblovice (deutsch Zblowitz, auch Sblowitz) ist eine Gemeinde in Tschechien. Sie liegt zwölf Kilometer südöstlich von Jemnice und gehört zum Okres Znojmo.

## Geographie
Zblovice befindet sich linksseitig über dem tief eingeschnittenen Tal der Želetavka am Hang ihres Zuflusses Zblovický potok in der Bítovská pahorkatina (Vöttauer Hügelland). Nordöstlich erhebt sich die Suchá hora (571 m n.m.), im Osten der Stříbrný kopec (Silberberg, 523 m n.m.), südlich der Velký kopec (494 m n.m.) und der Sedlisko (455 m n.m.). Einen knappen Kilometer nördlich des Dorfes wird ein größerer Kalkbruch betrieben. Gegen Süden liegt die Burg Bítov, westlich die Burgstätte Vysočany.
Nachbarorte sind Malý Dešov und Dešov im Norden, Spetice, Na Čihadle, Černá Blata, Dvůr Augustov, Nové Syrovice, Láz, Častohostice, Blížkovice und Ctidružice im Nordosten, Zálesí und Pavlice im Osten, Chvalatice, Popelná und Bítov im Südosten, Vraneč und Chmelnice im Süden, Vysočany, Korolupy und Lubnice im Südwesten, Peksův Mlýn, Koberův Mlýn, Kopka und Police im Westen sowie Svobodův Mlýn, Kostníky und Kdousov im Nordwesten.

## Geschichte
Das Dorf wurde wahrscheinlich durch die Herren Bítovský von Lichtenburg bei ihrem Kalkbruch angelegt. Der hier zu Tage tretende weiße Urkalk wurde hauptsächlich zu Branntkalk verarbeitet, fand aber auch als Marmor Verwendung. Die ersten Siedler kamen hauptsächlich aus dem Herzogtum Österreich. Der Ortsname leitet sich von Příblo, einem Werkzeug beim Kalkbrennen, her.
Die erste urkundliche Erwähnung von Příblovice erfolgte 1349, als Heinrich Bítovský von Lichtenburg seiner Frau Anna eine Morgengabe auf die Burg Cornštejn, das Städtchen Štítary und das Dorf Příblovice überschrieb. Die durch die Herren Bítovský von Lichtenburg neu gegründeten Dörfer gingen in deren Eigentum über; aus diesem Grunde wurde Příblovice 1498, als König Ladislaus Jagiello die Burg Bítov aus dem Lehn entließ und sie erblich dem Burian Bítovský von Lichtenburg übertrug, nicht erwähnt. Nach Aussterben des Bítover Familienzweiges der Lichtenburger (Bítovský z Lichtenburka) fiel die Herrschaft 1572 Burians Tochter Ludmilla zu, die sie 1576 Wolf Strein von Schwarzenau-Hartenstein übereignete. Im Jahre 1612 verkaufte dieser die Herrschaft Bítov an Friedrich Jankowsky von Wlaschim (Bedřich Jankovský z Vlašimě); aus dem in diesem Zusammenhang erstellen Vöttauer Urbar geht hervor, dass Zblovice zu dieser Zeit aus zehn Halbhüfnern bestand. Im Hufenregister (Lánský rejstřík) von 1656 sind ein großer und ein kleiner Kalkofen aufgeführt; zwei Drittel der Einwohner von Zblovice trugen tschechische Namen, das andere Drittel deutsche. 1736 erbten die Grafen von Daun die Herrschaft. Im Jahre 1749 bestand das Dorf aus neun Bauerngütern und drei Chaluppen, in Zblovice lebten 69 Personen. Bei der Einführung der Hausnummern im Jahre 1770 wurden in dem Dorf 18 Häuser gezählt. 1787 wurden in Zblovice auch eine Schmiede und ein herrschaftliches Hegerhaus erwähnt. Im Jahre 1809 lebten in den 24 Häusern des Dorfes 173 Menschen, in der Kalkbrennerei standen fünf Öfen in Betrieb. Im Deschauer Wald wurde das Wasser für den Wranscher Hof gefasst und diesem in hölzernen Röhren durch den Röhrenwald zugeleitet. Nachdem zu Beginn des 19. Jahrhunderts der tief in den Fels gehauene Brunnen der Burg Vöttau versiegte, wurde ihr ebenfalls von Zblovice über eine Rohrleitung das Wasser zugeführt.
Im Jahre 1834 bestand das Dorf Zblowitz bzw. Zblowice aus 23 Häusern mit 160 Einwohnern. Abseits lag eine origkeitliche Kalkbrennerei mit einem Steinbruch, sowie – im Želetawkagrund – die einschichtige Pexamühle (Peksův Mlýn) mit zwei Gängen und einer Brettsäge. Pfarr-, Schul- und Amtsort war Vöttau. Bis zur Mitte des 19. Jahrhunderts blieb Zblowitz der Allodialherrschaft Vöttau untertänig.
Nach der Aufhebung der Patrimonialherrschaften bildete Zblowitz / Zblovice ab 1849 eine Gemeinde im Gerichtsbezirk Frain. 1868 wurde das Dorf Teil des Bezirkes Znaim. Nach dem Ersten Weltkrieg zerfiel der Vielvölkerstaat Österreich-Ungarn, Zblovice wurde 1918 Teil der neu gebildeten Tschechoslowakischen Republik. Im Jahre 1924 entstand die Fahrstraße von Chvalatice über Zblovice ins Želetavka-Tal. 1927 wurde die Kapelle Maria Rosenkranz errichtet; die Gelder dafür stammten größtenteils aus dem Verkauf der Jagdrechte im Vöttauer Forst, das Baumaterial erhielt die Gemeinde kostenlos vom Besitzer der Burg Vöttau, Georg Haas jun.
Im Jahre 1930 begann der Bau der Talsperre Frain, mit der das Thayatal geflutet wurde; bis 1933 wurde das Dorf Vöttau aus dem Želetavkatal auf den Rücken östlich der Horka umgesiedelt. Wegen der größeren Entfernung nach Neu Vöttau forderte die Gemeinde Zblovice eine eigene Schule. Nach einer Beschwerde beim Präsidialbüro wurde der Schulbau schließlich genehmigt. Im Zusammenhang mit dem Talsperrenbau entstanden auch Pläne für einen Anschluss von Zblovice an das Elektrizitätsnetz, die jedoch nicht zur Ausführung gelangten.
1933 wurden der Peksův Mlýn und ein Teil von Vraneč von Vöttau nach Zblovice umgegliedert. Im Jahre 1935 wurde die Freiwillige Feuerwehr gegründet. Nach dem Münchner Abkommen von 1938 verblieb Zblovice bei der Tschechoslowakei und lag bis 1945 an der Grenze zum Deutschen Reich. In dieser Zeit wurde die Gemeinde dem Okres Moravské Budějovice zugeordnet, bei dem sie auch nach Ende des Zweiten Weltkrieges verblieb. Im Jahre 1947 begann die Elektrifizierung von Zblovice. Am 1. September 1958 erhielt die Gemeinde eine Busverbindung nach Bítov. Nach der Aufhebung des Okres Moravské Budějovice wurde Zblovice 1960 dem Okres Znojmo zugeordnet. Zwischen 1954 und 1967 erhielt Zblovice eine kommunale Trinkwasserversorgung, 1968 wurde die Kanalisation fertiggestellt. 1974 erhielt die Feuerwehr ein neues Spritzenhaus im Gebäude des Gemeindeamtes. Zwei Jahre später wurde das anstelle des alten Wirtshauses errichtete Kulturhaus eingeweiht.

## Gemeindegliederung
Für die Gemeinde Zblovice sind keine Ortsteile ausgewiesen. Zu Zblovice gehören die Einschichten Peksův Mlýn (Pexamühle) und – anteilig – Vraneč (Wranscher Hof).

## Sehenswürdigkeiten
- Kapelle Maria Rosenkranz, auf dem Dorfanger, erbaut 1927. Das Altarbild schuf Gustav Böhm.
- Alter Kalkofen „Babylón“ aus dem 19. Jahrhundert, nördlich des Ortes, Technisches Denkmal
- Felswände des Želetavkatales
- Naturreservat „U doutné skály“, südlich des Dorfes an der Želetavka
- Naturreservat „Suchá hora“, nordöstlich von Zblovice am gleichnamigen Berg